# Église du Sacré-Cœur de Monza
Pour les articles homonymes, voir Église du Sacré-Cœur.
L'Église du Sacré-Cœur de Triante est une église de Monza, le seul lieu de culte dans le quartier du même nom, et est situé au cœur de la Via Vittorio Veneto, l'une des plus importantes.
La paroisse, gère également l'Oratoire de Don Bosco dans la Via Duca d'Aosta, située derrière l'Église.

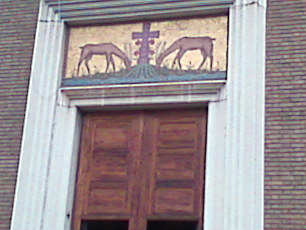
La porte de l'Église